# Donald Hall
Donald Hall, född 20 september 1928 i Hamden, Connecticut, död 23 juni 2018 i Wilmot, New Hampshire, var en amerikansk poet och litteraturkritiker. Han skrev mer än 50 böcker i skilda genrer som barnböcker, essäer och poesi.

## På svenska
- Oxkärre-mannen (Ox-cart man) (med bilder av Barbara Cooney, till svenska av Barbro Lindgren, Rabén & Sjögren, 1982)
- Den enda dagen: en dikt i tre delar (The one day) (till svenska av Stewe Claeson, Ellerström, 1995)
- Samtal med Pound (Ur Their ancient glittering eyes) (översättning Stewe Claeson, Ellerström, 2003)